# Axel Alfredsson
Axel Alfredsson (Helsingborg, 2 maggio 1902 – Nacka, 9 agosto 1966) è stato un calciatore svedese, di ruolo difensore.

## Carriera

### Squadre di club

#### Giovanili e Helsingborg
Dopo alcuni anni trascorsi nelle giovanili di squadre minori come Diana, YMCA Ängelholm, Sparta, Ängelholms IF e Klippans, nel 1920 entrò a far parte dell'Helsingborg, importante club svedese con cui debuttò in prima squadra il 16 ottobre 1921. Il club partecipò all'edizione inaugurale dell'Allsvenskan, da allora massimo campionato svedese, nella stagione 1924-1925. Con l'Helsingborg disputò 97 partite, nelle quali mise a segno 8 reti, e vi rimase fino alla prima parte della stagione 1928-1929; quell'anno l'Helsingborg vinse il titolo nazionale che non fu però assegnato anche a Alfredsson per non aver disputato un numero di gare sufficiente.

#### AIK
Nel 1929 si trasferì all'AIK, club con cui avrebbe terminato la carriera e con cui vinse il suo unico titolo nazionale, la Allsvenskan del 1931-1932. Si ritirò dal calcio nel 1936 dopo aver giocato 91 gare e segnato 11 reti con l'AIK.

### Nazionale
Alfredsson debuttò nella Svezia nel 1924, e quello stesso si aggiudicò con la nazionale la medaglia di bronzo alle Olimpiadi di Parigi. Disputò con la Svezia 31 partite, l'ultima delle quali nel 1932, senza segnare alcuna rete.

## Palmarès

### Club
- Campionato svedese: 1

AIK: 1931-1932

### Nazionale
- Bronzo olimpico: 1

Parigi 1924

### Individuale
- 1926: Stora Grabbars Märke, premio riservato a sportivi svedesi distintisi in modo particolare.

## Riconoscimenti
Nel 2019 il suo nome è stato introdotto nella SFS Hall of Fame.